# 1764 en France
Chronologie de la France
- 1760
- 1761
- 1762
- 1763
- 1764
- 1765
- 1766
- 1767
- 1768

Cette page concerne l’année 1764 du calendrier grégorien.

## Événements
- 20 janvier : déclaration royale ordonnant l’exécution de celle du 21 novembre 1763 sur la réforme des finances et « impose un silence absolu sur ce qui s’est passé relativement aux objets qui y ont donné lieu ». Le 28 mars une nouvelle déclaration du roi « fait défenses d’imprimer, débiter ou colporter aucuns écrits, ouvrages ou projets concernant la réforme ou administration des finances »[1].
- 4 et 17 janvier : Fitz-James et Dumesnil, commandants militaires à Toulouse et à Grenoble, en conflit avec les parlements locaux, sont rappelés à Versailles par Choiseul[2].
- 15 avril : mort de Mme de Pompadour. Le haras de Pompadour est rattaché à la couronne[3].
- 4 juin : cassation du jugement de Calas par le Conseil du roi[4].
- 5 juin : début des affaires de Bretagne. Le procureur La Chalotais prend la tête d’une coalition de magistrats décidés à défendre les privilèges locaux[5].
- 30 juin : Jeanne Boulet, une fillette de 14 ans, est tuée à Saint-Étienne-de-Lugdarès par « la » bête féroce, selon son acte de décès. La bête du Gévaudan commence ses ravages (fin en 1767)[6].
- 13 juillet : déclaration portant suspension de divers privilèges d’exemption de taille[3].
- 19 juillet : édit du contrôleur général L’Averdy supprimant toute entrave au commerce des grains à l’exception de la capitale et de son arrière-pays[3]. L’exportation hors des frontières reste réglementée. La déréglementation provoque de nombreuses émeutes frumentaires chez les consommateurs inquiets entre 1764 et 1770, et n’empêche pas la hausse des prix. Elle favorise par contre l’émergence de nombreux marchands de grain, issus souvent des milieux populaires.
- Juillet : Rouillé d’Orfeuil est nommé intendant de Champagne[3].
- 6 août : second traité de Compiègne entre la France et Gênes. Les troupes françaises s’engagent à tenir garnison dans les trois villes déjà occupées ainsi qu’à Bastia et à Algajola pendant quatre ans[7].
- 8 août : nouvelle victime de la bête du Gévaudan[6].
- Août : ordonnance supprimant les offices municipaux créés par l’édit de 1733. De nouvelles élections sont prévues dans le délai de deux mois[8]. L’Averdy tente la mise au point de municipalités relativement représentatives (1764-1765).
- 26 novembre : à la suite de l’affaire La Valette (1761), les parlements, exprimant leurs sympathies jansénistes, gallicanes et régalistes, réussissent à imposer au roi l’expulsion de la Compagnie de Jésus[5]. Cent six collèges jésuites sont reconvertis.
- Décembre : édit rétablissant la caisse d’amortissement, destinée à rembourser les dettes exigibles. Elle est alimentée par le dixième de retenue sur les pensions et les rentes et la caisse des arrérages[3].
- Jeanne Bécu devient la maîtresse du chevalier languedocien Jean du Barry et dirige la maison de jeu qu’il possède à Paris. Jean du Barry s’arrange pour la présenter à Louis XV qui, après l’avoir mariée au comte Guillaume du Barry, frère de Jean (juillet 1768), en fait sa maîtresse officielle (1770)[9].
- Le maréchal de Richelieu et l’intendant d’Etigny, de la province Navarre-Bearn-Auch, font pression sur le parlement de Navarre pour qu’il permette aux marchands de draps israélites d’exercer en pleine ville de Pau et sur le conseil de Bayonne pour qu’il ouvre ses portes aux Juifs de Saint-Esprit. Marchands de draps, commerçants de détails (chocolat), professeurs de danse s’installent en ville[10].